# 阿萨努伊-阿林斯
阿萨努伊-阿林斯，是西班牙阿拉贡自治区韦斯卡省的一个市镇。总面积51平方公里，总人口177人（2001年），人口密度3人/平方公里。